# Mangifera quadrifida
Mangifera quadrifida är en sumakväxtart som beskrevs av William Jack. Mangifera quadrifida ingår i släktet Mangifera och familjen sumakväxter. Utöver nominatformen finns också underarten M. q. longipetiolata.